# Mattéo Guendouzi
Mattéo Guendouzi (Poissy, 14 de abril de 1999) é um futebolista francês de ascendência marroquina que atua como volante. Atualmente joga na Lazio.

## Carreira

### Início
Mattéo Guendouzi começou a carreira no Lorient.
Ele fez sua estreia na equipe principal da Ligue 1 em 15 de outubro de 2016, em uma derrota para o Nantes. Ele fez nove jogos em todas as competições em sua primeira temporada 2016-2017, onde o Lorient foi rebaixado para a Ligue 2.

### Arsenal

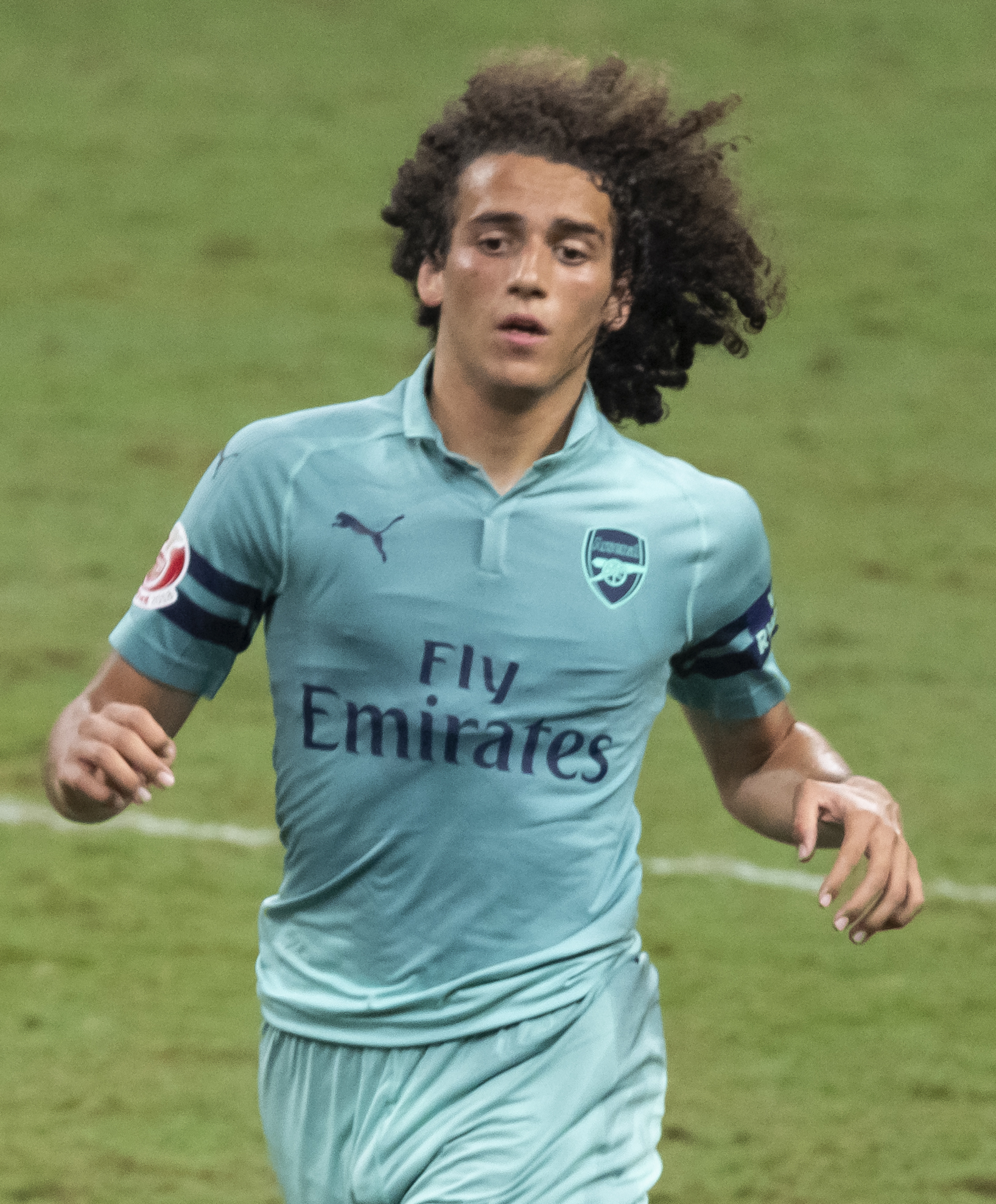
Mattéo Guendouzi pelo Arsenal pela International Champions Cup 2018 contra o PSG.

Na temporada 2018–19, foi contratado pelo Arsenal a pedido do técnico Unai Emery, devido ao seu bom currículo nas seleções de base da França. Realizou seus dois primeiros jogos como titular contra Manchester City e Chelsea, e após o time londrino perder ambas as partidas, perdeu a vaga para o também recém-contratado Lucas Torreira. Voltou a atuar como titular ainda no início da temporada, na Copa da Liga Inglesa e na Liga Europa, torneio este no qual Guendouzi marcou seu primeiro gol como profissional e pelos Gunners, contra o Qarabag, do Azerbaidjão, numa vitória por 3 a 0.
Encerrou sua passagem por Londres após duas temporadas, onde disputou 82 jogos e marcou um gol pelo Arsenal.

### Hertha Berlim
Em 5 de outubro de 2020, Guendouzi foi emprestado ao Hertha Berlim, da Alemanha, até o fim da temporada 2020/21.Ele estreou-se em 1 de novembro de 2020, em um empate na Bundesliga contra o Wolfsburg por (1-1). Ele marcou seu primeiro gol em 12 de dezembro de 2020 contra o Borussia Mönchengladbach, em outro empate por 1 a 1, jogo válido pela Bundesliga.[carece de fontes?]
Guendouzi encerrou sua passagem pelo Hertha Berlin ao fim da temporada, onde atuou em 24 jogos, marcando dois gols e dando passe para outro.

### Olympique de Marseille
Em 6 de julho de 2021, o Olympique de Marseille anunciou a contratação por empréstimo por uma temporada de Matteo Guendouzi, junto ao Arsenal.Ele marcou seu primeiro gol pelos Les Minots  em 28 de agosto de 2021, ao abrir o placar em casa contra o Saint-Étienne na vitória por 3 a 1.
Guendouzi terminou sua primeira temporada como um pilar na equipe de Jorge Sampaoli. Ele disputou todos os jogos da Ligue 1 e só não foi titular em apenas três partidas. Ao fim da época, jogou 56 vezes, além de ser um dos destaques na campanha de vice-campeão da Ligue 1 e semifinalista da Conference League.

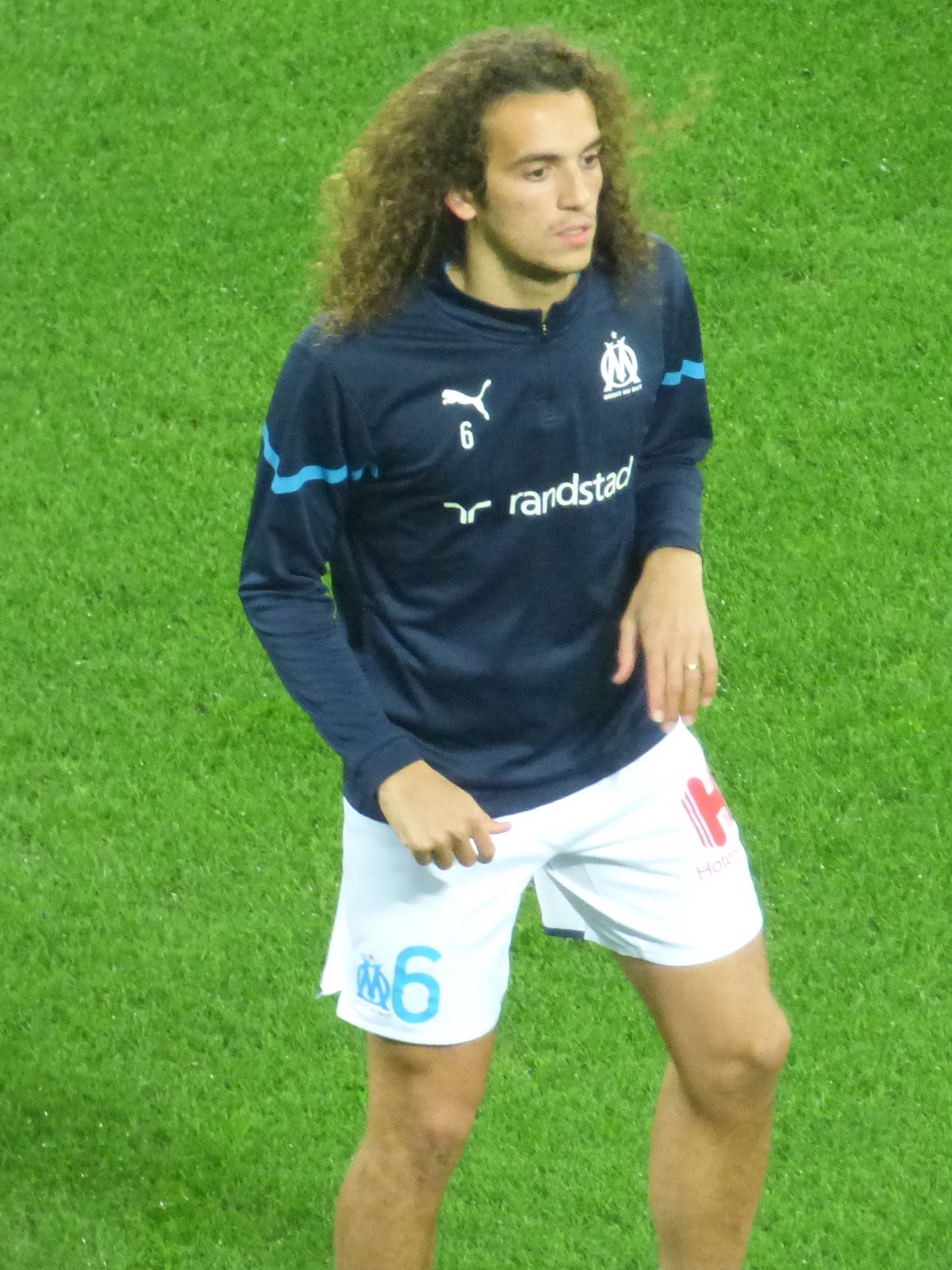
Mattéo Guendouzi jogando pelo Marselha, a 22 de janeiro de 2022.

Mattéo Guendouzi assinou em definitivo com Marseille em 1 de julho de 2022. O OM exerceu o direito de compra do centro campista junto ao Arsenal por £9 milhões. Ele assinou contrato até 2025.
Em sua segunda temporada ele disputou 43 jogos, anotando cinco gols e cinco assistências, sendo um dos destaques da equipe.
Durante seus dois anos no Marselha, Guendouzi marcou 10 gols e deu 19 assistências em 103 partidas totais.

### Lazio
Em 30 de agosto de 2023, Mattéo Guendouzi deixou o Olympique de Marselha para se juntar a Lazio, sob a forma de empréstimo com opção de compra obrigatória. Os Biancocelesti assinaram um contrato de empréstimo de 1 milhão de euros com uma cláusula de obrigação condicional de compra anexa, no valor de 12 milhões de euros com 5 milhões de euros em acréscimos em uma revenda futura de 10%. Em 2 de setembro de 2023, ele fez sua estreia pelo Biancocelesti em uma vitória por 2-2 sobre o Napoli. Em 5 de dezembro, Guendouzi marcou seu primeiro gol pela Lazio, que foi decisivo na passagem da rodada contra o Genoa em sua estreia na Coppa Italia. Em 22 de dezembro, ele também marcou seu primeiro gol na Serie A, abrindo o placar em uma vitória por 2-0 no Empoli.

## Seleção Francesa
Em 2 de setembro de 2019, Guendouzi foi convocado pela primeira vez para a França por Didier Deschamps para compensar a desistência de Paul Pogba. Em 16 de novembro de 2021, ele fez sua estreia pela França como titular em uma vitória por 2 a 0 na Finlândia. Em 29 de março de 2022, ele marcou seu primeiro gol internacional em uma vitória amistosa por 5-0 sobre a África do Sul.
Em 9 de novembro de 2022, ele foi um dos 26 convocados para a seleção francesa para disputar a Copa do Mundo de 2022.

## Títulos
Arsenal
- Copa da Inglaterra: 2019–20

Seleção Francesa
- Liga das Nações da UEFA: 2020-21